# Messena virescens
Messena virescens är en insektsart som beskrevs av Schmidt 1919. Messena virescens ingår i släktet Messena och familjen Eurybrachidae. Inga underarter finns listade i Catalogue of Life.